# Rio Pieman
O rio Pieman é um rio na costa ocidental da Tasmânia, Austrália. Foi represado com a Represa Reece de 122 m de altura em 1986 - criando o lago Pieman.

## Mapas
- Tasmania. Hydro-Electric Commission. Survey Section.(1982) Pieman River power development map [cartographic material] / H.E.C. Map reproduction Survey Section. Ed. 1, 1982. Scale 1:60 000 (E 145°05'--E 145°46'/S 41°37'--S 42°00')